# التوائم (فلم)
التوائم  فيلم تلفزيوني مغربي من تأليف وإخراج حكيم النوري وهو فيلم تطرق من خلاله المخرج لقضية اجتماعية من قضايا الأسرة ألا وهي مشكلة العقم بين الزوجين ومايترتب عنه من خلافات قد تصل إلى أبغض الحلال كل هذا في قالب هزلي كوميدي اعتمد فيه على نخبة من نجوم الكوميديا بالمغرب.

## قصة الفيلم
يونس رجل أعمال ناجح ومحظوظ، فهو ينتمي لطبقة مرموقة في المجتمع، والأجمل من ذلك كله أنه متزوج من صوفيا الفتاة التي أحبها بعد قصة عِشق طويلة. لكن هذه الأخيرة منحته السعادة، ولم تمنحه الأولاد. وهذا الواقع بدأ يؤرق صوفيا التي تحمل نفسها مسؤولية تأخر الإنجاب وعدم حصول أسرة زوجها على وريث، خصوصا بعد أن أصبحت صديقاتها بشرى أما، الأمر الذي بدأ يهدد إستقرارها وعلاقتها بزوجها وجعلها تلجأ عن حسن نية لنصيحة خادمتها بشراء توأمي قريبتها المعوزة لتوهم زوجها الغائب عنها منذ شهور أنهم منه.

## الممثلين
•حكيم النوري
•أسماء الخمليشي
•مليكة العمري
•أحمد العلوي
•زهور السليماني
•خاتمة العلوي
•سعيد باي
•عزيز الحطاب
•ماجدولين الإدريسي
•هشام الإبراهيمي

## وصلات خارجية
- مقالات تستعمل روابط فنية بلا صلة مع ويكي بيانات